# Karine Espineira
Karine Espineira (Espiñeira) (Santiago de Chile, 2 de octubre de 1967) es una socióloga y activista transgénero de medios francochilena. Investigadora asociada en la Universidad de Niza Sophia Antipolis desde 2012. Desde 2017, es miembra asociada del Laboratorio de Estudios de Género y Sexualidad de la Universitdad de París VIII. Forma parte del comité científico de la Delegación Interministerial de Lucha contra el Racismo, el Antisemitismo y el Odio Anti-LGBT. Su trabajo se enmarca en los campos de los estudios de género, culturales y transgénero. Su investigación se centra en las construcciones mediáticas de las transidentidades, sobre los modelos de género en los medios y los transfeminismos.

## Biografía
Cuando nació en 1967, en Santiago de Chile, le asignaron el sexo masculino. En 1996 tramitó su cambio de género. Se formó en Literatura Moderna y Ciencias de la Información y la Comunicación en la Universidad Stendhal Grenoble 3 y en la Universidad Autónoma de Barcelona en Cataluña.  

Reanudó sus estudios universitarios en 2007 en la Universidad de Provenza (Francia). En 2012 en la Universidad de Niza-Sophia-Antipolis publicó su tesis doctoral, titulada "La construcción mediática de las transidentidades: un modelado social y mediático-cultural". En una intervención que realizó en 2011 sobre cultura trans e historia, dijo una frase que suele repetir:
"No digáis a mi madre que trabajo en ciencias sociales y humanas. Ella sólo me cree trans y activista".

### Trayectoria profesional
En 1995 trabajó como periodista independiente en varios periódicos, como el diario La Provence y el semanario Grenoble Infos. Durante la década de 2000, ocupó los puestos de gerente de comunicación y capacitadora multimedia en el campo de la integración social y profesional en Champs Visuels, Marsella, y luego en Transition. Durante el mismo período, participó en el proyecto europeo Equal, Solimar: Discriminación racial en la contratación. Desde 2014, miembro del consejo editorial de la revista Genre en série en la Universidad Bordeaux Montaigne.
Entre 2015 y 2017, recibió una ayuda a la investigación por parte del Institut Émilie-du-Châtelet,  para trabajar las "Políticas transfeministas: alianzas y conflictos entre movimientos trans y feministas", bajo la supervisión del sociólogo Éric Fassin. Desde 2017, forma parte del Laboratorio de Estudios de Género y Sexualidad de la Universitdad de Paris 8. Desde 2019 formó parte del consejo científico de DILCRAH7. En 2020 formó parte del equipo docente y supervisor del Máster en Estudios de Género, de la Universidad de París 8.

### Trayectoria militante
En 1996, mientras tramitaba su cambio de género, se unió como voluntaria a la Asociación du syndrome de Benjamin que se ocupa de la defensa de la dignidad de las personas transgénero y estaba  dirigida por Tom Reucher. En 1998 con Maud-Yeuse Thomas, se unió a los seminarios Zoo del grupo de estudios Queer que lideraba el sociólogo María Hélèna/Sam Bourcier y participó en los Q Seminarios que serían publicados en el libro Q as Queer  por GayKitchCamp ediciones. Durante el período 1996-1999, escribió en la revista 3 Keller del Centro para Gays y Lesbianas de París. Posteriormente, trabajó en la maquetación de Lesbia Magazine. Participó en la comunicación de la primera marcha Existrans. Asimismo, colaboró en la creación del periódico transasociativo L'Identitaire  de la ASB con Maud-Yeuse Thomas, Tom Reucher e Ionna Mayhead.
En 2005, cofundó la asociación trans Sans Contrefaçon, con Maud-Yeuse Thomas. Esta asociación se dedica a la producción de cortometrajes con el espíritu del bricolaje y campañas con el Trans Activist Group. entre 2005 y 2008, participó en el consejo de administración de las Universidades Euromediterráneas de Verano de las Homosexualidades. entre 2006 y 2008 participó en el Centre Évolutif Lilith de Marsella. Coorganizó el 19 de julio de 2006 en Marsella, como parte del Día Internacional de Solidaridad con Lesbianas Gais Bi y Trans de Irán.
Durante el período 2005-2008, editó cortometrajes: Le Kissing, un cortometraje de 6 min 38 s. en 2005.  Gare aux trans ! 10, 3 min 51 s cortometraje, en 2006. Transgénérations, 16:57 cortometraje, en 2006. Transgénérations - versión 2, cortometraje de 19 min, en 2008. También fue consultora del documental L'Ordre des mots, de Cynthia Arra y Mélissa Arra. 
En 2010, cofundó el Observatoire des transidentités: un sitio independiente para información, producción de conocimiento y análisis sobre cuestiones trans, inter y de género. Desde 2013,  el sitio y la revista Cahiers de la transidentité, fueron fundados por Maud-Yeuse Thomas, Arnaud Alessandrin y Karine Espineira. Este observatorio se basa en una red de actores de campo, asociaciones asociadas y académicos. Maud-Yeuse Thomas y Karine Espineira son responsables del sitio y la revisión. Ese mismo año, participó en el rodaje del documental "Mes question sur les trans"  de Serge Moati, emitido el 17 de mayo de 2011 por France 5.
En 2011 se incorporó al equipo de coordinación de la campaña internacional Stop Trans Pathologization. Los objetivos de la campaña son la eliminación del trastorno de identidad de género de las nomenclaturas internacionales: el DSM, Manual diagnóstico y estadístico de los trastornos mentales,  de la Asociación Estadounidense de Psiquiatría y la Clasificación Internacional de Enfermedades (ICD) de la Organización Mundial de la Salud. STP propone la inclusión de una declaración no patológica en la CIE-11. En 2013, la campaña incluyó 370 grupos y redes de África, América Latina, América del Norte, Asia, Europa y Oceanía. En 2014, los grupos GATE de Acción Global para la Igualdad Trans y STP unieron fuerzas para trabajar junto con la OMS para discutir posibles cambios a la CIE-11. 
En 2013 se incorporó al colectivo CST, formado por asociaciones de autoapoyo para y por personas trans: ACCEPTESS-T, Chrysalide, Outrans, Observatoire des Transidentités y AIDES.

## Premios y reconocimientos
- En 2014, 2.º Premio a la joven investigadora francófona del CIS 2014, otorgado por la Sociedad Francesa de Ciencias de la Información y la Comunicación (SFSIC).[22][23]
- En 2014, Medallista de la Universidad de Nice-Sophia-Antipolis.[6]
- En 2015,  Premio Pierre Guénin16 contra la homofobia junto a Arnaud Alessandrin y la asociación HM2F (Homosexual-le-s Musulman-ne-s de France) premiando a Jean-Paul Cluzel.[24]
- En 2019, Gran premio de Gala Arc-en-Ciel, Conseil  Québecoi LGBT,[25] reconociendo la contribución de las personas a la promoción y defensa de los derechos de las personas lesbianas, gays, bisexuales y trans en el escenario internacional.